# 厄兹勒姆·图雷西
厄兹勒姆·图雷西（土耳其語：Özlem Türeci，土耳其語發音：[ˈœzlem ˈtyredʒi]，1967年3月6日—），土耳其裔德国免疫学专家。是生物新技术公司（BioNTech SE）的联合创始人兼首席医学官。图雷西和她的团队开发了针对SARS-CoV-2的疫苗BNT162。

## 生平
图雷西的父母是土耳其人，其曾在萨尔大学医学院学习医学。2001年，图雷西作为联合创始人创立了开发免疫治疗癌症药物的德国生物制药公司Ganymed Pharmaceuticals AG并任该公司首席科学官。2002年，图雷西和萨欣结婚。
2008年，图雷西就任Ganymed公司首席执行官职务；2016年12月21日，Ganymed公司的100％股权以4.22亿欧元身价被日本药企安斯泰来收购，成为安斯泰来的全资子公司；针对Ganymed公司旗下研发的IMAB362临床项目，安斯泰来还对Ganymed公司股东们开出8.6亿欧元的价格。
2008年，图雷西与其丈夫乌尔·萨欣共同创建生物新技术公司。

### 研发新冠疫苗
在2020年新冠疫情期间，图雷西创建的生物新技术公司与辉瑞公司达成合作关系，共同开发针对SARS-CoV-2的疫苗。2020年11月11日，据辉瑞公司发布的报告，图雷西和她的团队开发的新冠疫苗有效性超过90％。